# Blondine au pays de l'arc-en-ciel
Pour les articles homonymes, voir Blondine (homonymie).
Blondine au pays de l'arc-en-ciel (魔法少女レインボーブライト, Mahō Shōjo Reinbō Buraito), ou Le Pays de l'arc-en-ciel au Québec, également connu sous son titre anglophone Rainbow Brite, est une série télévisée d'animation franco-américano-japonaise en treize épisodes de 26 minutes, créée par Jean Chalopin et diffusée aux États-Unis entre le 27 juin 1984 et le 24 juillet 1986 en syndication.
En France, la série a été diffusée à partir du 9 septembre 1985 sur TF1 dans l'émission Salut les petits loups, et au Québec à partir du 6 mars 1989 au Canal Famille.

## Synopsis
Originaire du pays de l'arc-en-ciel, Blondine est une petite fille qui a décidé d'apporter joie, bonheur et couleurs aux habitants de la Terre. Elle possède une ceinture magique qui, lorsqu'elle est activée, produit un arc-en-ciel dans une pluie d'étoiles. Pour mener à bien sa mission, elle est aidée par son fidèle cheval, Tagada.

## Personnages

### Les lurons[Quoi ?]
- Blondine : héroïne de la série qui représente l'arc-en-ciel.
- Roméo :  garçon représentant la couleur rouge.
- Clémentine : fille représentant la couleur orange.
- Capucine : fille représentant la couleur jaune.
- Mentholine : fille représentant la couleur verte.
- Bleuet : garçon représentant la couleur bleue.
- Indigo : fille représentant la couleur indigo.
- Violine : fille aux lunettes représentant la couleur violette.
- Douceline : fille représentant la couleur rose.
- Orageux : fille contrôlant le tonnerre et le mauvais temps.
- Chris : garçon semblant venir de l'espace et possédant un cheval appelé Galox.
- Clairelune : fille s'occupant d'embellir la nuit.
- La Boule de Lumière : bébé que Blondine recueille au début de la série.

### Autres personnages
- Tagada : cheval de Blondine, à la crinière arc-en-ciel.
- P'tit Malin : luron accompagnant Blondine (c'est le seul qui est blanc).
- Grisemine : méchant de l'histoire, voulant détruire toutes les couleurs (traumatisme de son enfance – voir épisode 7).
- Grospouf : gros bonhomme qui aide Grisemine et qui est toujours en train de faire des bêtises (contrairement à son maître, il adore les couleurs).
- Bertrand : jeune garçon humain qui devient l'ami de Blondine et participe à certaines de ses aventures.
- Les lutins et lutines qui font les cristaux de couleurs.

## Épisodes
1. Les Origines du pays de l'arc-en-ciel - 1re partie (Beginning of Rainbowland - Part 1)
2. Les Origines du pays de l'arc-en-ciel - 2e partie (Beginning of Rainbowland - Part 2)
3. Danger dans la région des mines (Peril in the Pits)
4. La Menace du roi des ténèbres - 1re partie (The Mighty Monstromurk Menace - Part 1)
5. La Menace du roi des ténèbres - 2e partie (The Mighty Monstromurk Menace - Part 2)
6. L'Invasion du pays de l'arc-en-ciel (Invasion of Rainbowland)
7. Maman (Mom)
8. La Nuit en otage (Rainbow Night)
9. Le Sosie de Blondine (Star Sprinkled)
10. L'Escroc intergalactique (Chasing Rainbows)
11. La Comète de Grisemine (Murky's Comet)
12. Un cheval venu d'ailleurs (A Horse of a Different Color)
13. La Reine des lurons (The Queen of the Sprites)

## Fiche technique
- Création : Heywood Kling
- Scénario : Heywood Kling, Howard R. Cohen
- Musique : Shuki Levy, Haïm Saban
  - Interprétation du générique français : Claude Lombard
- Réalisation : Osamu Dezaki, Bernard Deyriès, Rich Rudish, Bruno Bianchi
- Création des personnages : Richie Chavez, Rich Lynes, J. Kenton Manning, Rich Rudish, Kenny Thompkins
- Direction de l'animation : Akio Sugino, Satoshi Hirayama, Kazuo Terada
- Direction des décors : Shichirô Kobayashi, Hiroshi Ôno, Gary Selvaggio
- Production : Jean Chalopin, Andy Heyward (en), Tetsuo Katayama
- Sociétés de production : DIC Entertainment, Hallmark Cards
- Studios d'animation : Tokyo Movie Shinsha, Studio Junio, Studio Cockpit, Peacock, Tama Prod, Doga Kobo
- Pays de production :  France,  Japon,  États-Unis

## Distribution des voix

### Voix françaises
Sauf indication contraire, les informations mentionnées dans cette section peuvent être confirmées par la base de données cinématographiques IMDb,  présente dans la section « Liens externes ».
- Séverine Morisot : Blondine
- Serge Lhorca : Tagada
- William Coryn : P'tit Malin
- Philippe Dumat : Grisemine
- Georges Berthomieu : Grospouf
- Raoul Delfosse
- Odile Schmitt
- Jean-Pierre Leroux
- Georges Atlas
- Jeanine Forney
- Françoise Dasque
- Marie-Martine

Direction de doublage : Jacques Barclay

### Voix québécoises
- Ève Gagnier : Blondine
- Daniel Lesourd : Grospouf

 Source et légende : version québécoise (VQ) sur Doublage.qc.ca

### Voix anglaises
Sauf indication contraire, les informations mentionnées dans cette section peuvent être confirmées par la base de données cinématographiques IMDb,  présente dans la section « Liens externes ».
- Bettina Bush (en) : Rainbow Brite / Wisp
- Peter Cullen : Murky Dismal / le narrateur / Monstromurk / Skydancer
- Pat Fraley (en) : Lurky / Buddy Blue / le chien de Brian / Evil Force
- Robbie Lee : Sprites / Indigo / Twink / Lala Orange / Shy Violet / Squirrel / Romeo / Lucky
- Andre Stojka (en) : Starlite / Sorrel
- Mona Marshall : Red Butler / Canary Yellow / Patty O'Green
- Rhonda Aldrich : Moonglow / Tickled Pink / Dark Princess / voix additionnelles
- Scott Menville : Brian / voix additionnelles
- Marissa Mendenhall : Stormy / voix additionnelles
- David Mendenhall : Krys / voix additionnelles
- Jonathan Harris : Count Blogg / voix additionnelles